# Jean Carolus
Jean Carolus (Bruselas, 1814-París, 1897), pintor belga de escenas de género e interiores, pasó gran parte de su vida viviendo y trabajando en Francia. Destacado por sus representaciones de figuras ambientadas en interiores, se lo estima por el alto grado de acabado y la calidad obtenida en estas obras. 

## Vida y trabajo
Jean Carolus, nacido y criado en Bélgica, era un protegido de François-Joseph Navez, director de la Academia Real de Bellas Artes de Bruselas.  Carolus, sin embargo, pasó la mayor parte de su vida en Francia, donde entre 1855 y 1880 pintó de manera prolífica, retratando aristócratas elegantemente vestidos. El artista eligió el tema de sus pinturas con gran cuidado, centrándose principalmente en las representaciones de personas a la moda del siglo XVIII, interiores franceses y escenas de jardín. Su estilo combina de manera característica una paleta de colores luminosos con la expresiva gracia y elegancia de sus figuras meticulosamente representadas.
Una de sus obras más célebres, titulada La partida de billar de Louis XV, 1855, óleo sobre lienzo, 75 x 96 cm, se puede ver en In Flanders Fields Museum.

## Galería

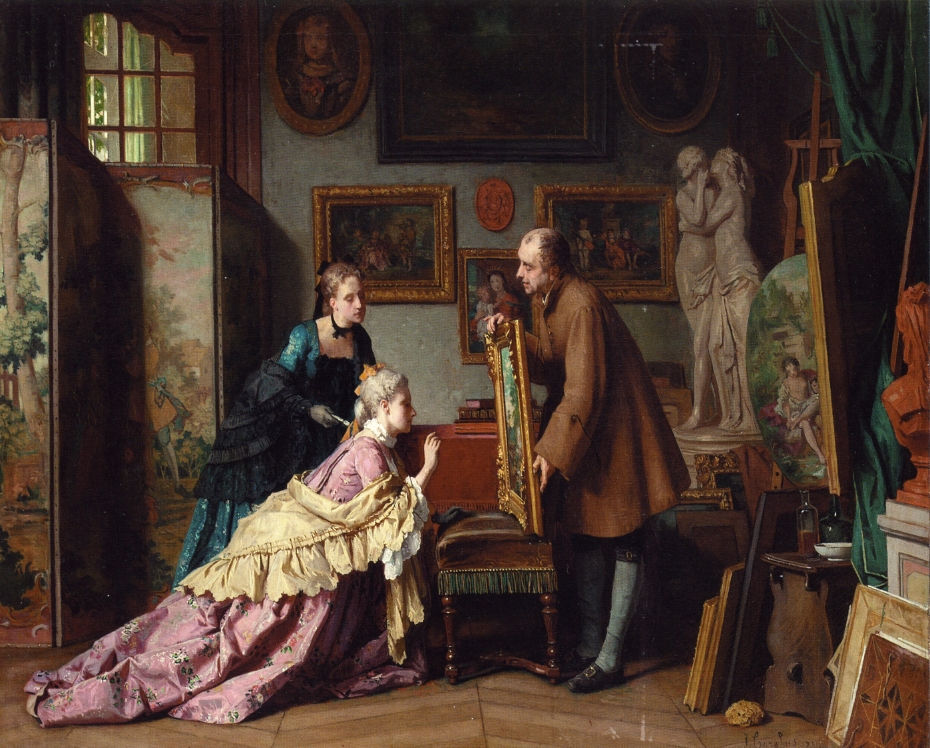
Jean Carolus, 1889, Una visita al estudio, óleo sobre lienzo, 78 x 95   cm, colección privada
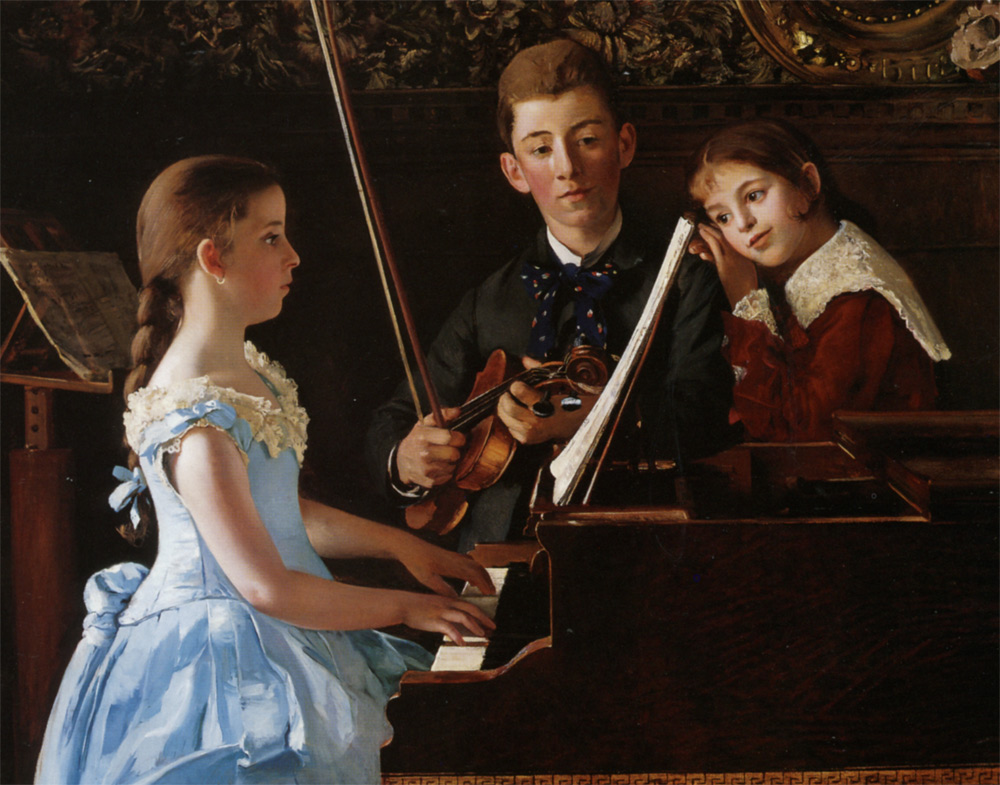
Jean Carolus, El recital, óleo sobre lienzo, 82 x 105.4 cm
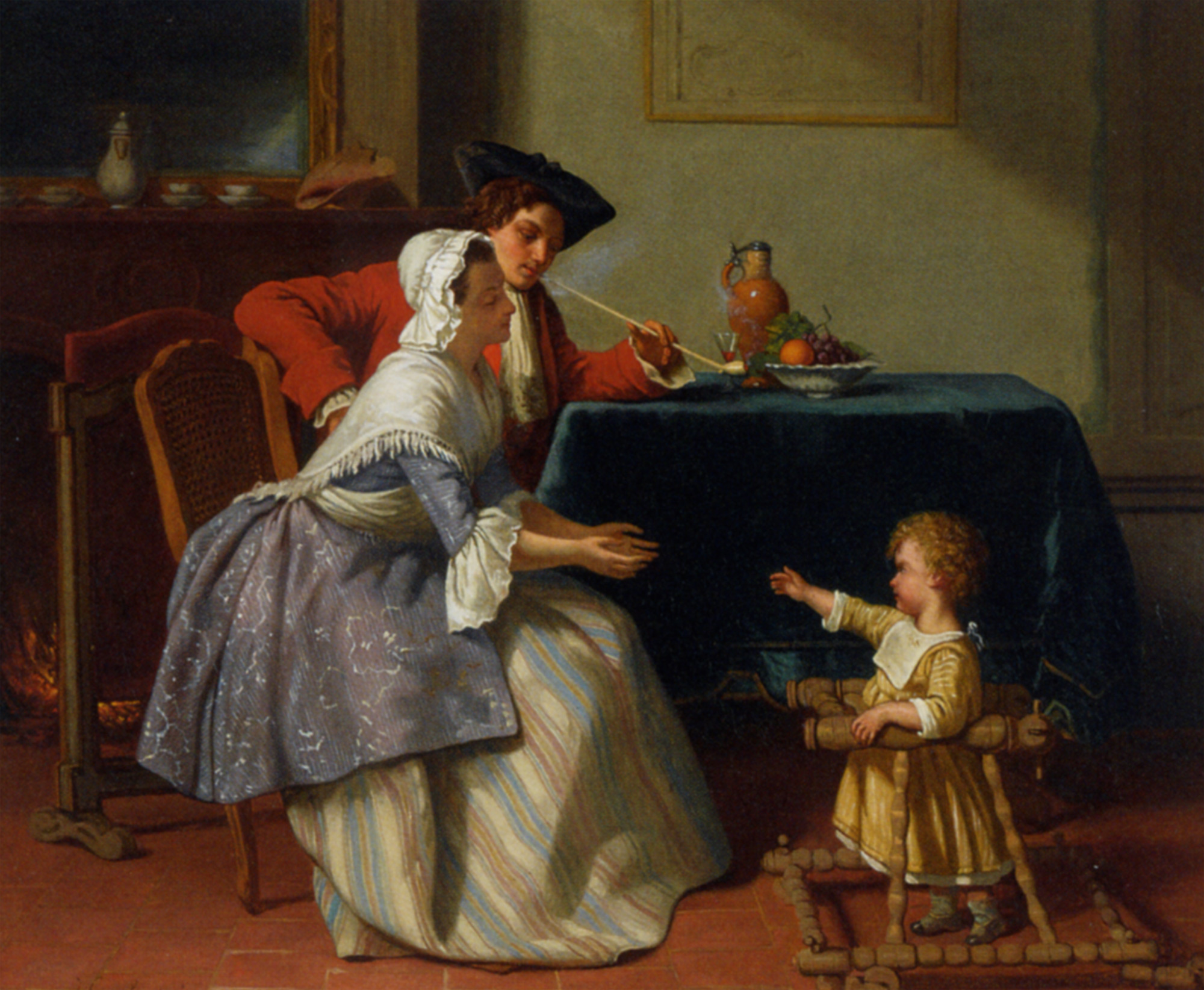
Jean Carolus, 1855, Primeros pasos del bebé, óleo sobre tabla, 41 x 48.5 cm, colección privada
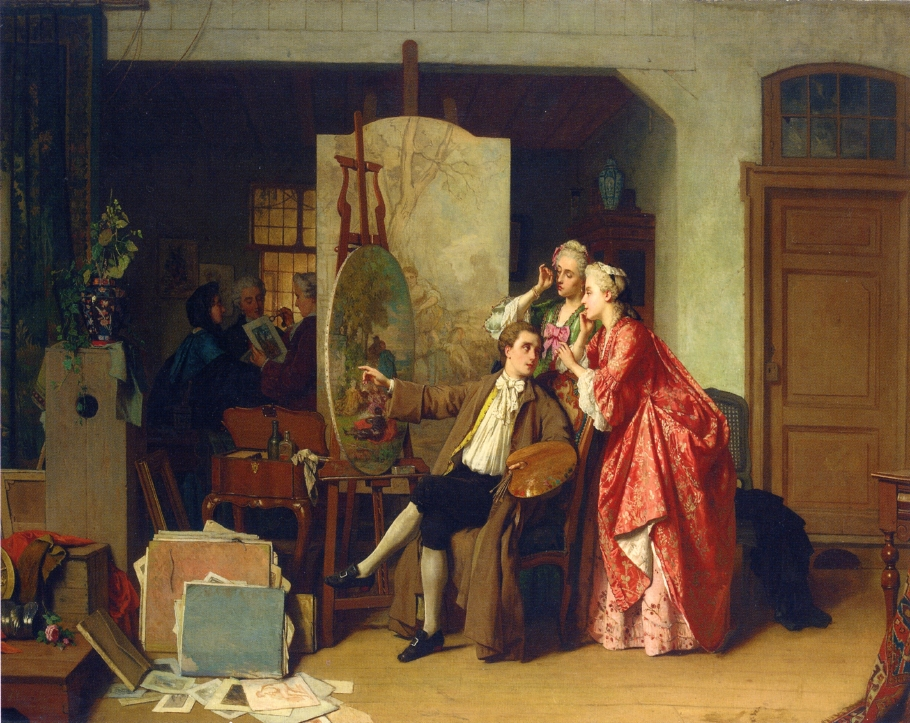
Jean Carolus, 1866, Una visita al estudio de Watteau, óleo sobre lienzo, 82.8 x 106 cm, colección privada
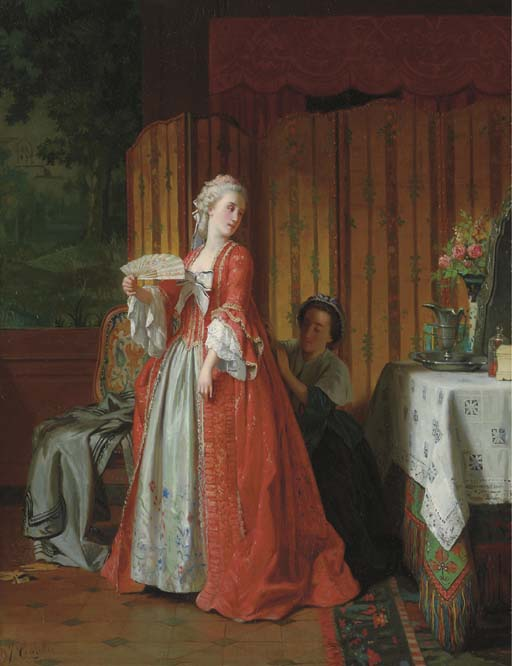
Jean Carolus, Los toques finales, óleo sobre lienzo, 66 x 54 cm
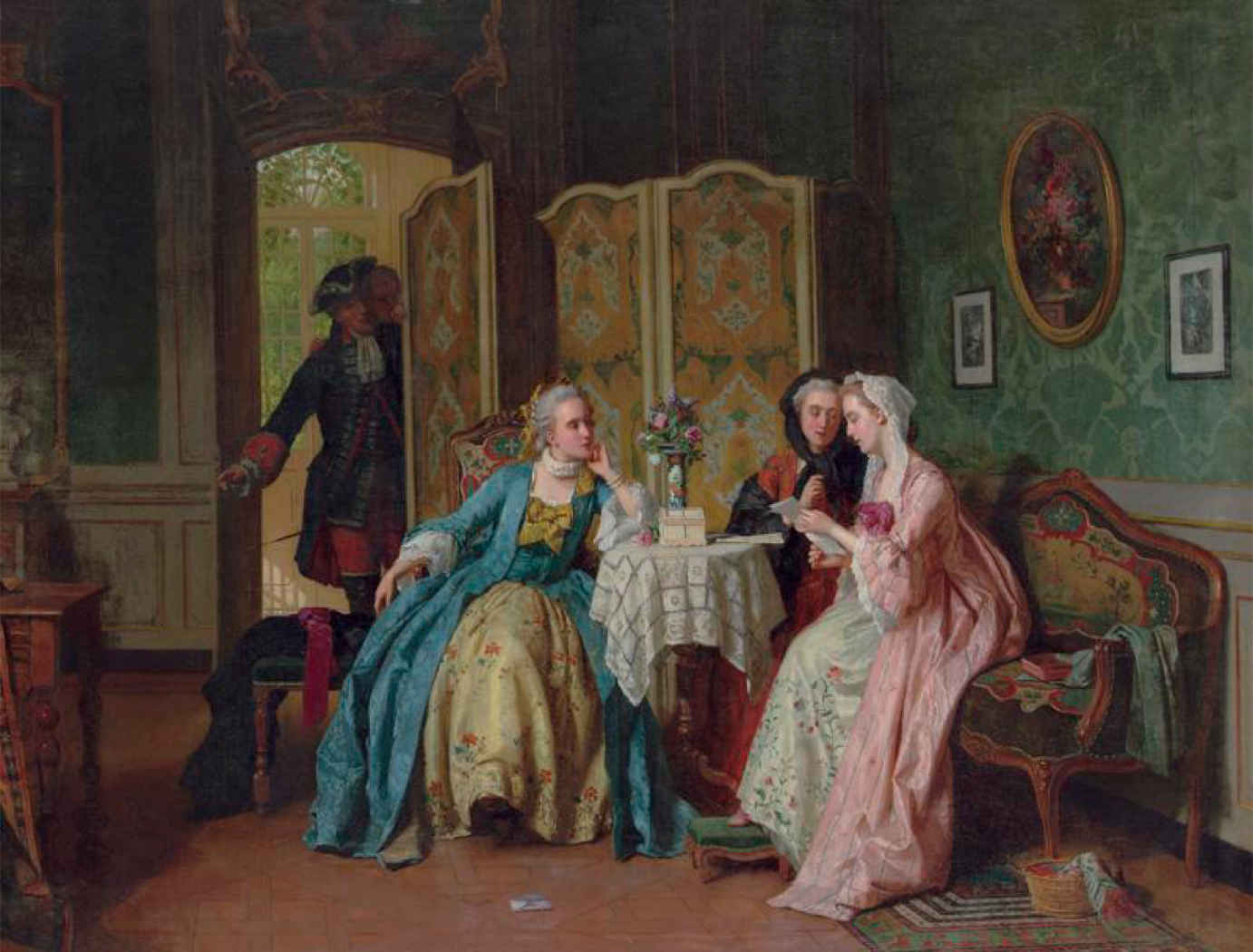
Jean Carolus, 1866, The Letter, óleo sobre lienzo, 81.2 x 105.4 cm, colección pública
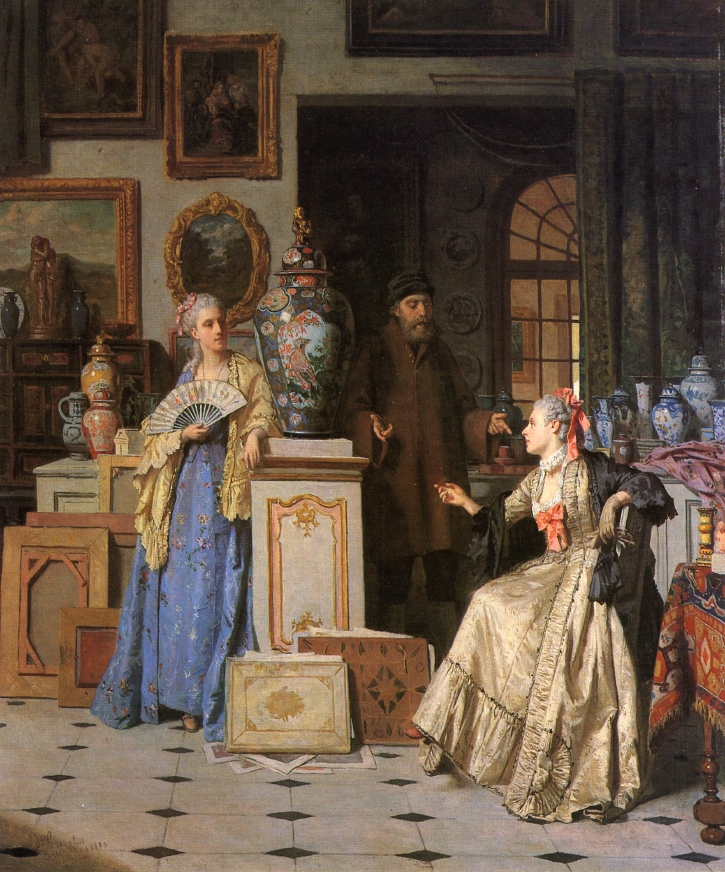
Jean Carolus, 1880, En casa del Anticuario, óleo sobre lienzo, 96 x 78. cm, colección privada
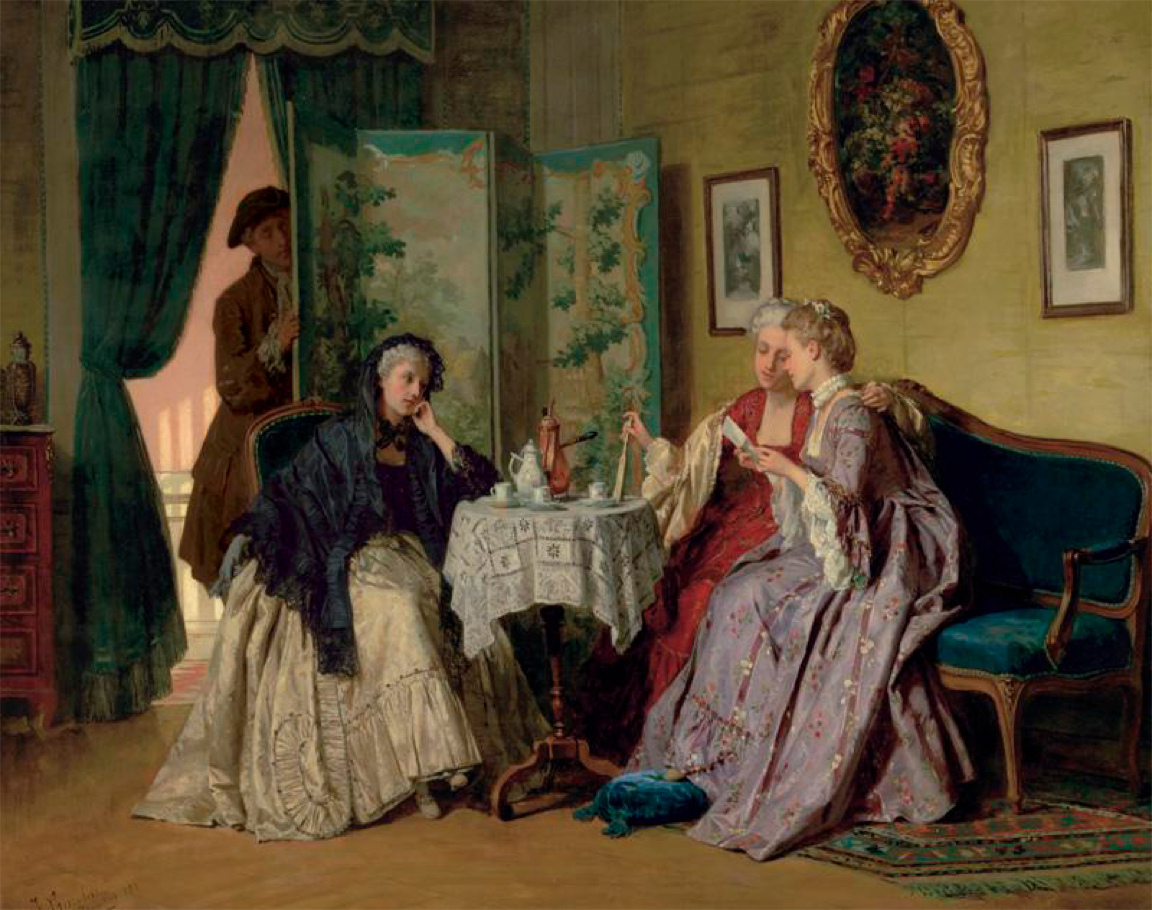
Jean Carolus, 1880, El Curioso, óleo sobre lienzo, 77.5 x 95.8 cm, colección pública
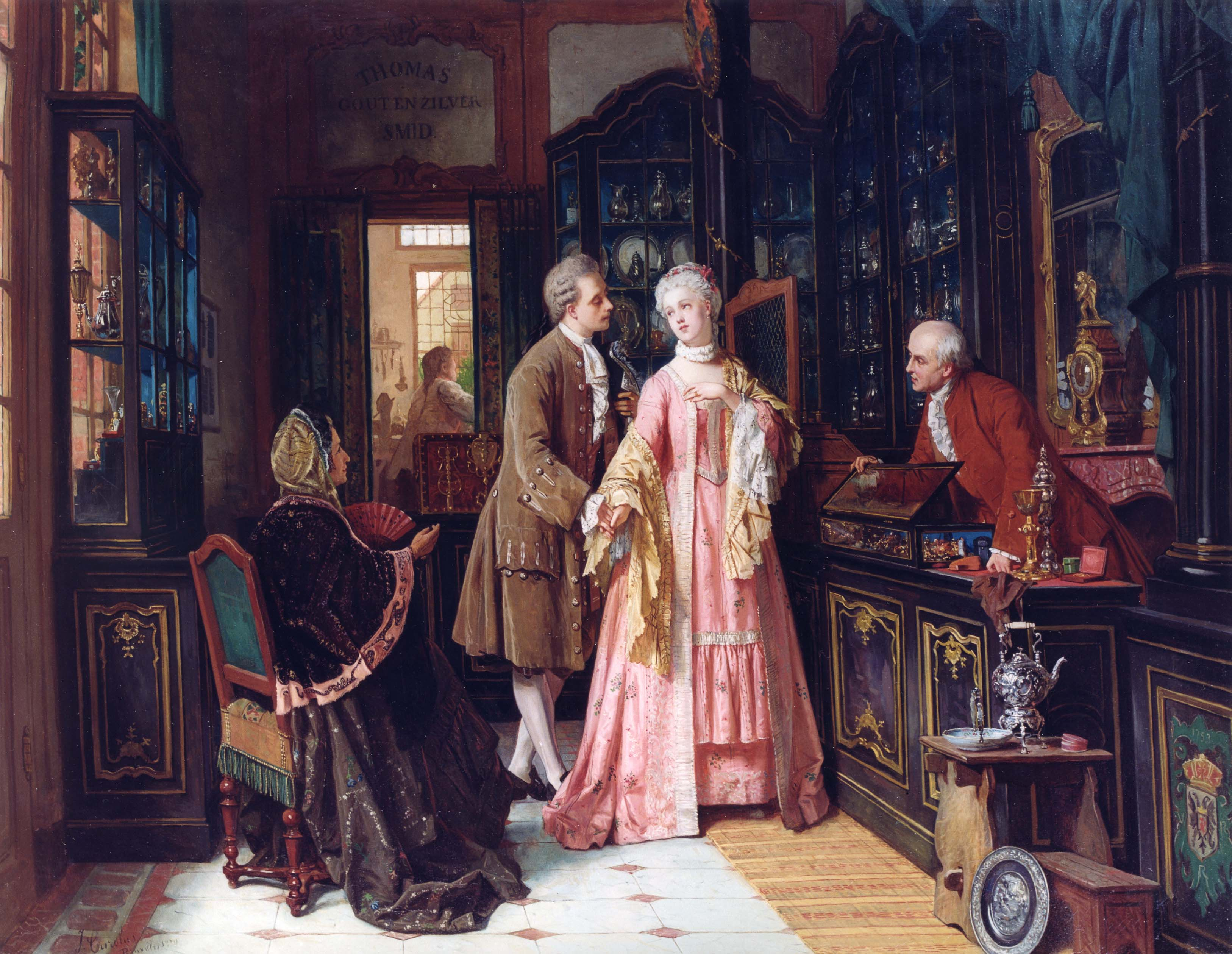
Jean Carolus, Eligiendo el anillo, óleo sobre lienzo, 83 x 106.5 cm
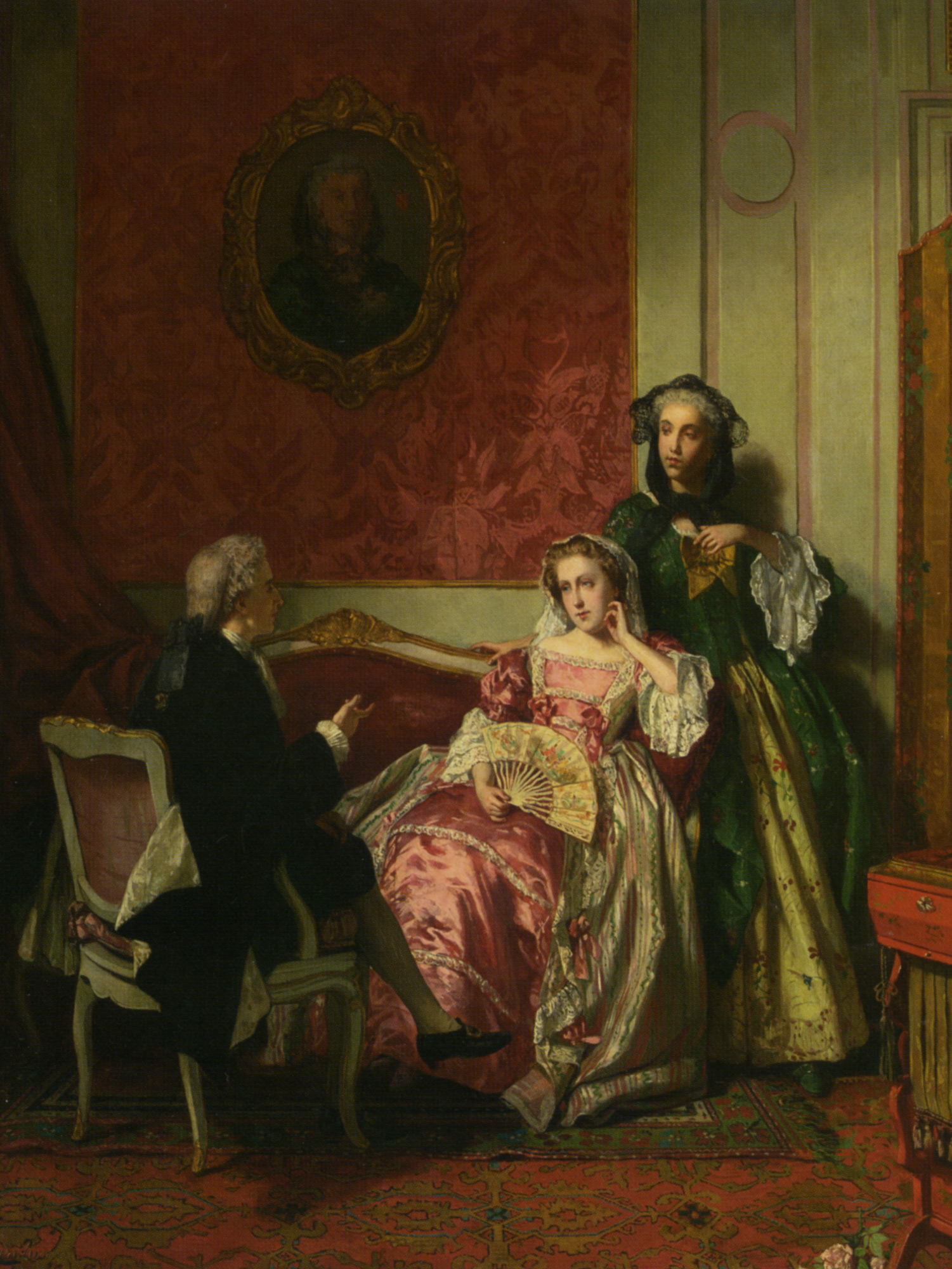
Jean Carolus, La Exploración, óleo sobre tabla, 73 x 55.9 cm, colección privada
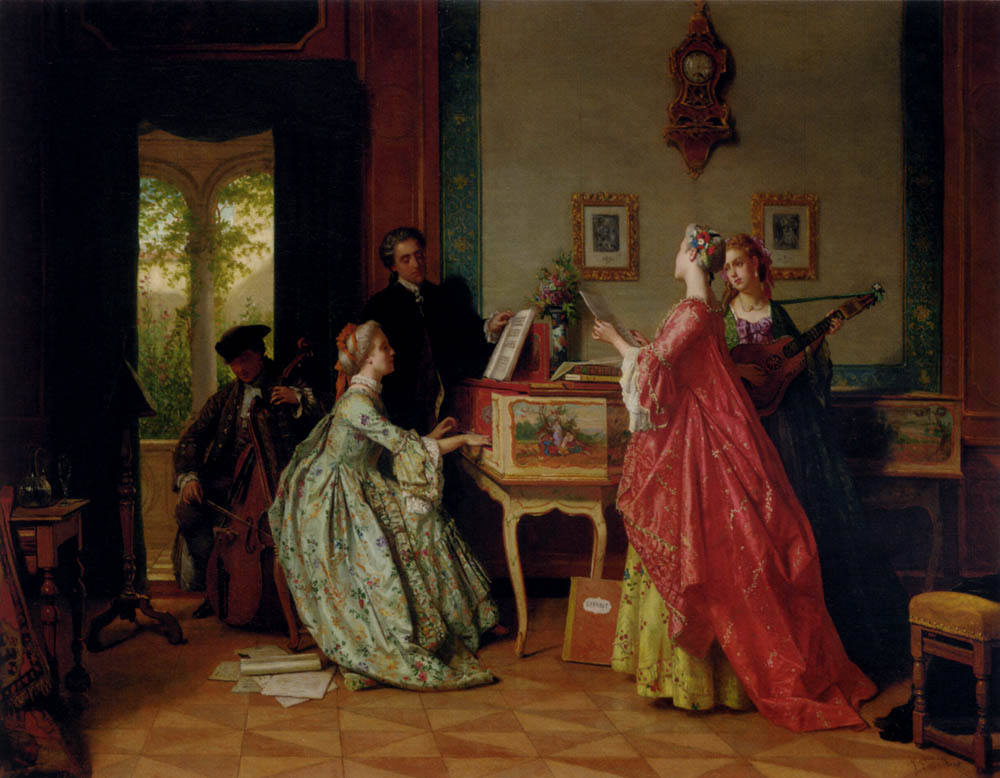
Jean Carolus, El recital, óleo sobre lienzo, 82 x 105.4 cm, colección pública
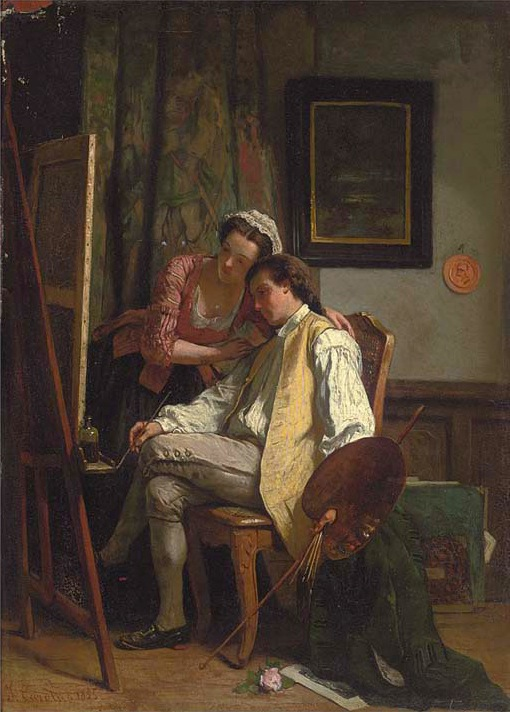
Jean Carolus, 1855, Los toques finales, óleo sobre tabla, 42.5 x 30.5 cm
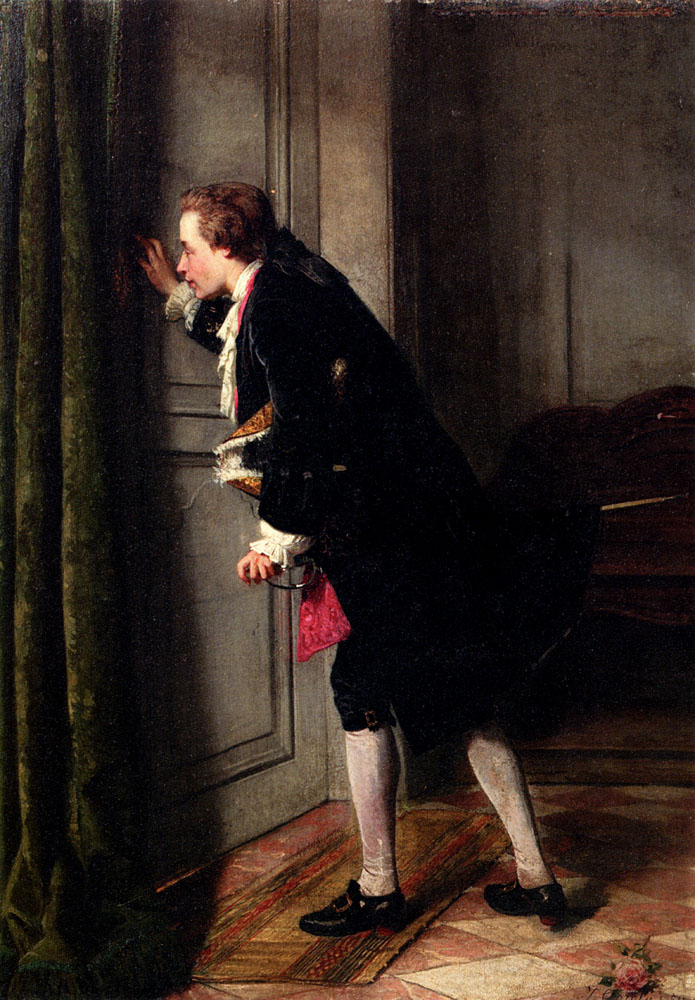
Jean Carolus, Mirón, óleo sobre tabla, 46.5 x 32.5 cm, colección privada
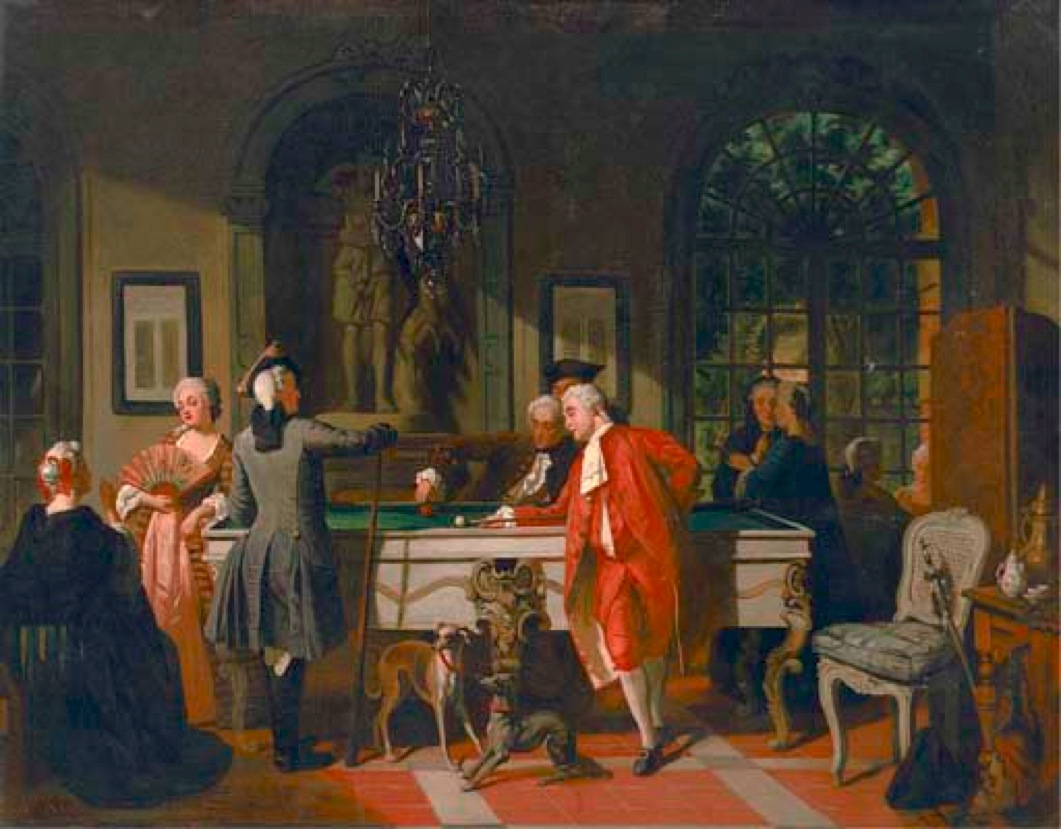
Jean Carolus, 1855, La partida de billar bajo Luis XV, óleo sobre lienzo, 74.3 x 96 cm